# 最強の王様、二度目の人生は何をする?
『最強の王様、二度目の人生は何をする？』（さいきょうのおうさま、にどめのじんせいはなにをする、英: The Beginning After the End）は、TurtleMeによる北米のオンライン小説。『Tapas』（Tapas Media）にて、2017年1月17日より連載中。史上最強の王様が死後に赤子に転生し、奮闘していく物語。
Fuyuki23によるコミカライズが同サイトにて2018年7月7日より連載されている。日本では『ピッコマ』にて、2020年2月21日から毎週金曜に連載されている。SMARTOON形式の漫画。
2022年12月20日、小野友樹がMCを担当した番組『声優たちのヒミツ漫画会議』の最終回にて、本作のアテレココーナーが展開された。
2025年3月17日から3月30日(日)まで、埼京線1編成の電車内広告を全てジャック、中吊り広告内に隠された7つの間違いを探すキャンペーンを行った。

## あらすじ
戦争と陰謀に満ちた世界で「キング・グレイ」と呼ばれた最強の王は、孤独と虚しさに満ちた人生の末に死を迎える。しかし、彼は死後、異世界で赤ん坊として転生する。
新たな名は「アーサー・レイウィン」。剣と魔法が存在するこの世界で、彼は前世の記憶と経験を持ったまま、「本当に意味のある人生」を求めて生き直すことを決意する。
生まれた世界では、貴族制度や魔法使いの階級制度が支配する中、アーサーは驚異的な才能と努力によって成長し、やがて大きな戦乱や陰謀に巻き込まれていく。

## 登場キャラクター
声の項はテレビアニメの声優。

### 主人公
アーサー・レイウィン
声 - 藤原夏海 / 古川慎（グレイ）
本作の主人公。圧倒的な剣術と、冷酷無情な性格で史上最強の王様と呼ばれたグレイが、死後に転生した姿。前世では家族に恵まれず、孤児として育った。子供の頃には大切な仲間や守りたい人もいたが、王となった頃にはその全てを失っていたため誰も信用せず感情も希薄となっており、その孤独と虚しさが冷酷さや無情さへと繋がっていた。また前世の世界で重要視されていた気の才能にも恵まれず、劣った才能（並レベルの者にも劣った気の量だったらしい）を工夫と技量で補って王にまで辿り着いた。
こうした前世での経験が今世で得た家族や大切な人々への過保護とも言える姿勢に現れたり、高い魔力の才能をこの世界基準では考えられないくらい早期に開花させることへと繋がっている。この高い魔力の才能は良い面ばかり齎したわけではなく、才能にはしゃいだ（アーサーの独白）彼は一時的に眼を曇らせてしまい、この世界で得た魔法に傾倒し前世で最も得意だった剣術を疎かにするというミスを犯してしまう。冒険者になる試験の際にそのことを気付かされたアーサーは、これ以降剣と魔法の両方を怠りなく伸ばすようになって更に力を増していった。
後に、この世界の神たるアスラ族の裏切り者であるヴリトラ族の長アグロナが率いる他大陸の軍勢との戦争において、彼らを排除しようとするアスラ族の援助を受けてアスラ式の修業を行い、この世界の救世主として立つことになる。この際に幼少期に自分を助けてくれた恩人であるシルビアがアスラ族であった事や、なぜあんな場所で死にかけていたのか、自分が彼女から何を託されたのかを知った。
今世で初めて得た血のつながった家族を非常に大事にしており、特に妹エレナに関しては重度のシスコンと呼べる状態。妹に近づく悪い虫（男全て）には特に厳しく、父レイノルズより遥かに過激に対処する。また友人達も大切にしており、家族や友人らに害が及んだ際には前世の冷酷無情な王の顔が表に出る。ただ前世も含めた精神年齢のせいで女性関係に対しては淡泊な面がある。母アリスですら年下に思えてしまうアーサーには異性の存在が恋愛感情に中々結び付かず、どうしても妹や子供に接するような気持ちになってしまう。唯一の例外がテシアであり、どういうわけか彼女だけには異性を感じて強く惹かれている。

### エレノア王国
森の奥深くにあるエルフたちの国。
テシア・エラリス
声 - 市ノ瀬加那
本作のヒロイン。エルフの少女。役を演じる市ノ瀬によると、「子供らしく天真爛漫でとっても可愛い」キャラクターである。
エルフの王族の一粒種で、次期王位継承者。アーサーとは互いにとって唯一の存在であり、非常に強い想いを抱いている。森での修行生活が終わってアーサーが家族の元に帰還したあと、自身も強くなるべく修行を重ね、数年越しにキシラス・アカデミーで再会する。幼少期からお互いの想いは変わっていないが、互いの立場ゆえに一歩を踏み出すことが中々出来ないでいる。アーサーが冒険者生活の最後に打倒したエルダーウッドの守り神のビーストコアを譲られ、その意思を取り込んで強い力を得るが、まだ制御が完全ではなく力に振り回されている。
ヴィリオン・エラリス
声 - 園部啓一
エレノア王国の前国王。テシアの祖父。アーサーの師匠で魔術や剣術を教える。
アルデュイン・エラリス
声 - 利根健太朗
エレノア王国の国王。テシアの父。
メリアル・エラリス
声 - 嶋村侑
エレノア王国の王妃。テシアの母。
リニア・ダーカサン
声 - 津田匠子
魔術師。ヴィリオンの古い友人。ヴィリオンに頼まれアーサーの無事を両親に知らせる手助けをする。
フェイリス・イブサール2世
声 - 徳留慎乃佑
貴族。アーサーにいちゃもんをつけ決闘を申し込むが呆気なくやられる。

### サピン王国
最も多くの住民を誇る人間たちの国。
ジャスミン・フレームスワース
声 - 小見川千明
本作のヒロイン。ツイン・ホーンズ所属の冒険者で、過去にはアーサーの両親と冒険をした仲間であった。アーサーとは16ほど歳が離れている。とても優秀な風魔法の使い手で、若くしてAランクに到達した高い才能の持ち主。役を演じる小見川によると、「いじらしさや一途さ」を持つキャラクター。
炎の魔法使いの名家であるフレームスワース家に生まれ、幼少期の魔力の覚醒が早く一族に神童と期待されていた。だが炎属性を至上として他属性は劣る（実際は属性に優劣は無く、この一族特有の偏向思想）と妄信するフレームスワース家において、彼女は一族で初となる風属性であったために血の正統性すら疑われ、出来損ないとして虐げられるようになる。このままでは未来は無く、命すらも危ういと感じた彼女は幼くして家から逃げ出し、その先でツイン・ホーンズの皆と出会って居場所を得た。
レイノルズ・レイウィン
声 - 金城大和
アーサーの父親。現在は引退しているが、かつてツイン・ホーンズに所属しており冒険者としては中々の腕前だったらしい。
アリス・レイウィン
声 - 前田玲奈
アーサーの母親。レイノルズとは同じパーティだった事が縁で絆を育んだ。とても子煩悩で、特に幼少期に離れ離れになったアーサーには過保護気味。
エレナ・レイウィン
声 - 会沢紗弥
アーサーの妹。とても良い子で、アーサーは目に入れても痛くないほど可愛がっている。兄の手引きで通常よりずいぶん早く魔力に覚醒し、誕生日にテシアにプレゼントされたエルフ族の弓を得物とする。弓も魔法の腕前も優秀と高い才能を持つ。
ダーデン・ウォーカー
声 - 高橋伸也
ツイン・ホーンズ所属の冒険者。大地の魔術を得意とするコンジュラー。
アダム・クレンシュ
声 - 木村太飛
ツイン・ホーンズ所属の冒険者。槍を得意とするオーグメンター。
ヘレン・シャード
声 - 小倉弥優
ツイン・ホーンズ所属の冒険者。弓矢を得意とするオーグメンター。
アンジェラ・ローズ
声 - 明智璃子
ツイン・ホーンズ所属の冒険者。風の魔術を得意とするコンジュラー。
ダントン
声 - 奈良徹
奴隷商人のボス。森で迷子のテシアを捕らえる。テシアを救出しようとしたアーサーに殺される。
ピンキー
声 - 越後屋コースケ
奴隷商人。テシアを救出しようとしたアーサーに殺される。
デュース
声 - 山下タイキ
奴隷商人。テシアを救出しようとしたアーサーに殺される。
ジョージ
声 - 虎島貴明
奴隷商人。テシアを救出しようとしたアーサーに殺される。
ヴィンセント・ヘルステア
声 - 各務立基
ヘルステア・オークションハウスの経営者。レイノルズを警備員のインストラクターとして雇っている。
ダビサ・ヘルステア
声 - 藤堂真衣
ヴィンセントの妻。
リリア・ヘルステア
声 - 由良朱合
ヴィンセントとリリアの娘。両親からキシラス・アカデミーへ入学することを期待されているが魔術師として目覚められずにいる。その後アーサーの手助けで魔力に目覚める。
マリア
声 - 八百屋杏
ヘルステア家の使用人の年配メイド。
ジェイムソン
声 - 山口智広
ヘルステア・オークションハウスのヴィンセントの部下。
ブレイン・グレイダー
声 - 丹沢晃之
サピン王国の国王。
プリシラ・グレイダー
声 - 小見川千明
サピン王国の王妃。
カーティス・グレイダー
声 - 藤堂真衣
サピン王国の王子。
セバスチャン
声 - 太田哲治
王室のコンジュラー。シルビーを気に入り手に入れようとする。
ジャスパー・コグライト
声 - 山内健嗣
国王の使者。国王に頼まれレイノルズにアーサーの謝罪金を手渡す。
シンシア・グッドスカイ
声 - 小宮和枝
名門魔術学校「キシラス・アカデミー」の学院長。
ルーカス・ワイクス
声 - 千葉翔也
アドベンチャラーのランク審査を受けに来た受験生。Bクラスのアドベンチャラー。人間とエルフのハーフ。
カスピアン・ブレードハート
声 - 野島裕史
アドベンチャラーギルド キシラス支部の支部長。AAクラスのアドベンチャラー。
メアリー
声 - 宇田川紫衣那
アドベンチャラーギルド キシラス支部の受付嬢。
エミリー
声 - 金田愛
アドベンチャラーギルド キシラス支部の試験官。
ダイアン・ホワイトホール
声 - 遠野ひかる
アドベンチャラーのランク審査を受けに来た受験生。Cクラスのアドベンチャラー。

### ダルブ王国
地下に広がるドワーフの国。
イライジャ・ナイト
声 - 佐藤元
アドベンチャラーのランク審査を受けに来た受験生。Bクラスのアドベンチャラー。ドワーフ王家と関わる謎の少年。

### その他
シルビア
声 - 井澤詩織
謎の存在。盗賊の襲撃で家族とはぐれたアーサーと森で出会った心優しき龍。実はこの世界の優等種であるアスラ八種族の中の一つの種族の王女。アスラ族を裏切り下界に直接干渉する禁忌を犯したヴリトラ族の族長アグロナを抹殺するための戦いに敗れ、重傷を負いながらも隠れていた洞窟でアーサーと出会った事が後に判明した。ヴリトラ族の刺客と戦い力尽きる寸前に卵をアーサーに託したが、それとは別に自分の持つ龍の力も託した。それはアスラ族の力であり、本来は劣等種である人間族が得られるものではなかったために、アーサーは力の制御に非常に苦労している。
シルビー
声 - 井澤詩織
シルビアの子でアーサーの相棒。まだ幼いアスラ族の姫。だが下界で育ったためにその力の殆どが未覚醒で弱い。それでも大抵の魔物には勝てるほどのポテンシャルを持っていた。後に、アーサーがアスラ族が住まう世界エフィータスへと修行のために招かれた際に、祖父であるインドラス卿と面会。孫を可愛がる彼自らの手により、アスラ族としてふさわしい力を得られるよう鍛えられた。
カデル
声 - 山口令悟
ヴリトラ族の刺客。森でシルビアを見つけとどめを刺す。
マーローン
声 - 佐治和也
前世のグレイの部下。

## 書誌情報
- TurtleMe（原作）・Fuyuki23（漫画）『最強の王様、二度目の人生は何をする？』KADOKAWA〈MFコミックス〉、既刊2巻（2021年11月22日現在）
  1. 2021年8月20日発売[1][4]、ISBN 978-4-04-680577-5
  2. 2021年11月22日発売[20]、ISBN 978-4-04-680892-9

## テレビアニメ
2024年10月にテレビアニメ化が発表され、2025年4月から6月までAT-XほかにてSeason1が放送された。Season2が2026年にフジテレビ『+Ultra』枠ほかにて放送予定。

### スタッフ
- 監督 - 元永慶太郎[5]
- 構成 - 鴻野貴光[5]
- ストーリー監修 - TurtleMe[5]
- キャラクターデザイン - 末岡正美[5]
- 総作画監督 - 千葉孝幸
- プロップデザイン - 杉原由美
- 色彩設計 - ツジサチコ
- 美術監督 - 内藤健
- 美術設定 - 吉澤修大
- 3D監督 - 後藤優一
- 撮影監督 - 高橋圭祐
- 編集 - 木村祥明
- 音響監督 - えびなやすのり
- 音響効果 - 櫻井陽子
- 音楽 - 井内啓二[5]
- 音楽制作 - フジパシフィックミュージック
- 音楽プロデューサー - 舩橋宗寛、田村建吾
- プロデュース - スロウカーブ[5]
- プロデューサー - 福田詠章、許瑠伊、ヘザー ホーン、田中宏幸
- アニメーションプロデューサー - 本田稔裕
- ラインプロデューサー - 佐藤俊亮
- アニメーション制作 - studio A-CAT[5]
- 制作 - 「最強の王様」製作委員会（フジテレビジョン、クランチロール、bilibili、AT-X、ムービック、博報堂、カンテレ、クロックワークス、スロウカーブ）

### 主題歌
「KINGSBLOOD」
KALAによるSeason1オープニングテーマ。作詞はKALAとT2、作曲・編曲はKALAとrui(fade)とSugi。
「真昼の月」
seizaによるSeason1エンディングテーマ。作詞・作曲はseiza、編曲は上口浩平(id Creators Apartment)。
seizaがアニメのエンディングテーマとして初めて書きおろした楽曲で、モチーフは「旅立つ人と見送る人を繋ぐものとして、真昼の青い空に浮かぶ白い月」である。

### 各話リスト
| #1  | 王様、生まれ変わる。 | 鴻野貴光   | 岩畑剛一 元永慶太郎 | 元永慶太郎       | 徐学文 覃国庆 郑钰容 林若轩 徐学武                                | 2025年 4月2日 |
| #2  | 王様、襲われる。     | 鴻野貴光   | 飯田崇              | 稲村保奈美       | 徐学文 林若轩 覃国庆 王佳欣 金科艺 郑钰容 徐学武                  | 4月9日        |
| #3  | 王様、出会う。       | 鴻野貴光   | ボブ白旗            | 元永慶太郎       | 马兰 马宝林 陈潔琼 李品華                                         | 4月16日       |
| #4  | 王様、助ける。       | 関根聡子   | 飯田崇              | 吉田俊司         | 南伸一郎 桜井木ノ実 飯飼一幸 陳亮 李良鵬 刘婧 魏旭龍 杜衛峰       | 4月23日       |
| #5  | 王様、試される。     | 関根アユミ | 飯田崇              | ながはまのりひこ | 劉定福 陳洁琼 劉軍 銭進一                                         | 4月30日       |
| #6  | 王様、修行する。     | 待田堂子   | 中山岳洋            | 吉田俊司         | 马宝林 陈潔琼 李品華 金鎧                                         | 5月7日        |
| #7  | 王様、お別れする。   | 関根聡子   | ボブ白旗            | 元永慶太郎       | 徐学文 金科艺 林若轩 王佳欣 覃国庆 徐学武 刘晓宇                  | 5月14日       |
| #8  | 王様、再会する。     | 待田堂子   | 飯田崇              | ながはまのりひこ | 桜井木ノ実 南伸一郎 飯飼一幸 ヴィ・ヴァン 劉婧 李良鵬 李亜晨 仲金 | 5月21日       |
| #9  | 王様、教える。       | 関根アユミ | 稲村保奈美          | 稲村保奈美       | 羅小伊 鄭鋒 呉俊                                                  | 5月28日       |
| #10 | 王様、逆らう。       | 関根聡子   | 飯田崇              | 吉田俊司         | 马宝林 陈潔琼 李品華                                              | 6月4日        |
| #11 | 王様、決意する。     | 待田堂子   | 岩畑剛一 元永慶太郎 | 元永慶太郎       | 李芸真 劉婧 星月動画 長城動画 ヴィ・ヴァン                        | 6月11日       |
| #12 | 王様、旅立つ。       | 関根アユミ | 岩畑剛一            | 元永慶太郎       | 徐学文 金科艺 覃国庆 林若轩 王佳欣 徐学武 刘晓宇                  | 6月18日       |

### 放送局
| 放送期間               | 放送時間                     | 放送局         | 対象地域   | 備考                                            |
| ---------------------- | ---------------------------- | -------------- | ---------- | ----------------------------------------------- |
| 2025年4月2日 - 6月18日 | 水曜 23:30 - 木曜 0:00       | AT-X           | 日本全域   | 製作参加 / CS放送 / 字幕放送 / リピート放送あり |
| 2025年4月3日 - 6月19日 | 木曜 0:45 - 1:15（水曜深夜） | フジテレビ     | 関東広域圏 | 製作参加 / 『+Ultra』枠                         |
|                        |                              | 福島テレビ     | 福島県     |                                                 |
| 2025年4月4日 - 6月20日 | 金曜 0:55 - 1:25（木曜深夜） | 北海道文化放送 | 北海道     |                                                 |
|                        | 金曜 2:15 - 2:45（木曜深夜） | 関西テレビ     | 近畿広域圏 | 製作参加                                        |
| 2025年4月7日 - 6月22日 | 日曜 1:45 - 2:15（土曜深夜） | 東海テレビ     | 中京広域圏 |                                                 |
| 2025年5月7日 - 7月23日 | 水曜 0:45 - 1:15（火曜深夜） | 石川テレビ     | 石川県     |                                                 |

| 配信開始日   | 配信時間                | 配信サイト | 備考                   |
| ------------ | ----------------------- | --- | ---------------------- |
| 2025年4月3日 | 木曜 12:00 更新         | dアニメストア （本店・for Prime Video ・ ニコニコ支店 ） U-NEXT アニメ放題                                                             |                        |
| 2025年4月6日 | 日曜 12:00 以降順次更新 | ABEMA Amazon Prime Video Disney+ DMM TV FOD Hulu Lemino milplus Netflix TELASA （本店・ Pontaパス ） アニメタイムズ バンダイチャンネル | 見放題配信             |
|              |                         | ABEMA FOD Lemino TVer ニコニコ生放送                                                                                                   | 最新話期間限定無料配信 |
|              |                         | Amazon Prime Video Google TV HAPPY!動画 J:COM STREAM milplus Rakuten TV TELASA ニコニコチャンネル バンダイチャンネル                   | レンタル配信           |

| フジテレビ +Ultra  | フジテレビ +Ultra                              | フジテレビ +Ultra  |
| 前番組             | 番組名                                         | 次番組             |
| ------------------ | ---------------------------------------------- | ------------------ |
| ハニーレモンソーダ | 最強の王様、二度目の人生は何をする?（Season1） | 陰陽廻天 Re:バース |